# 算数书
《算数书》是1983年中国考古学家在湖北汉代古墓中发现的竹简。经学者鉴定，《算数书》成书于前202年至前186年之间，是中国最古老的数学书，比《九章算术》早三百余年。《算数书》的发现，改写了中国古代数学史。

## 算数书的发现
1983年中国考古学家和文物学家在湖北江陵县张家山江陵砖瓦厂址发现三座汉代无名文职小官的古墓，编号从西至东为M258，M247，M249。经过发掘，从淤泥中整理出160多件文物，包括从M247号古墓出土的《算数书》散乱竹简200多枚，其中180枚完整，其余残缺。《算数书》竹简本身，没有写作年代信息。考古学家根据M247号古墓同时出土的《历谱》、《律令二十六种》、《盖庐》、《奏献书》四种文物的纪年和成文年代，鉴定M247号古墓关闭于吕后二年（前186年），推断《算数书》当成书在前186年之前。《算数书》竹简，每枚长约30厘米，宽6至7毫米，上下各有竹节，上竹节离开竹简上端约1.5厘米，下竹节在竹简下端之上2厘米。《算数书》竹简的文字为7000余字隶书，用墨书写在每枚竹简正面两竹节之间，每枚竹简上书写的字数，从3字到36字，多少不等，其中第六枚竹简的背面上书“筭數書”三字。《算数书》中不见原作者名字，在一些竹简的下竹节段，书写着“王”、“杨”，并在一些完整段落后书写“王已雠”或“杨已雠”，表示经过王氏或杨氏校对完毕。王杨二人可能是《算数书》的抄录者和校对者。

## 算數書的格式
《算數書》竹簡原來的三道連韋，早已腐爛，200多枚《算數書》竹簡，次序混亂，經過江陵張家山漢簡整理小組17年的研究，整理出次序，在2000年《文物》雜誌上發表简体字全文。2001年科学出版社出版彭浩《张家山汉简算数书注释》原文字版。《算數書》全文分為首尾明確的68段落，每一段落有一個標題，標題長短由一字到四字不等，由上至下書寫在竹簡的上節：最短的段落，只佔一枚竹簡，如《增減分》“增分者增其子；減分者增其母”：多數段落佔多枚竹簡。段落的結構，多按照一定的格式，先是命題，次為答案，最後是“術”，例如《粟求米》；“粟求米，因而三之五而一之。今有粟一升七分三，當為米幾何？曰：為米七分升六。術曰：母相乘為法，以三乘十為實。”

## 《算數書》的內容
《算数书》有68个算题，分别是：里田，約分，合分，出金，徑分，分當半者，增減分，乘，相乘，分乘，大廣，粺穀，粟求米，米求粟，粟為米，粟求米，春粟，取程，耗，耗租，程禾，絲練，羽矢，取枲程，程竹，挐脂，銅耗，金價，漆錢，飲漆，醫，石率，賈鹽，米粟並，粟米並，並租，女織，婦織，狐皮，狐出關，傳馬，共買材，稅田，誤帣，租誤帣，繒幅，息錢，少廣，少廣，啟廣，啟從，圓材，井材，圓亭，除，鄆都，芻，旋粟，囷蓋，負炭，羽矢，盧唐，負米，分錢，米出錢，方田，以方材圓，以圓材方，形。算题的內容大致包括如下几方面；
整数、分数的运算
- 乘；“一乘十，十也：十乘万，十万也：半乘千，五百：少半乘少半，九份一也：四分乘五分，二十分一，七分乘八分，五十六分一也。”

几何级数
- 女织；“邻里有女恶自善织，日自在，五日织五尺。问：首日及其次各几何？曰：始织一寸六十二分寸三十八，次，三寸六十二分寸十四，次，六寸六十二分寸二十八，次，尺二寸六十二分寸五十六，次，二尺五寸六十二分寸五十。术曰……。”
- 狐出关；“狐、狸、犬出关，租百一十钱。犬谓狸、狸谓狐，尔皮倍我，出租当倍我。问各出几何？得曰犬出十五钱七分六，狸出三十一钱分五，狐出六十三钱分二。法曰令个相倍也，并之，七为法。以租各乘之，为实。实如法得一。”

利息计算：
- 息钱：“贷钱百，息月三。今贷六十钱，月未盈十六日归，计息几何？得曰；二十五分钱二十四。术曰：……。”

税率计算
- 负米；“人负米不知其数，以出三关三税之一。已出，余米一斗。问始出卖米几何？”

几何计算
- 圆亭，井材，以方材圆

兑换
- 粟求米，米求粟，粟为米，粺穀

产量
- 春粟，程禾

用盈不足术求平方根
方田；“田一亩方几何步？曰：方十五步三十一分步十五。术曰方十五步，不足十五步；方十六步，有余十六步。曰：并盈不足为法，不足子乘盈母，盈子乘不足母，并以为实。” 其中：
盈=16，不足=15；“并盈不足为法”：16+15 作分母（法）；不足子=15，盈母=16，盈子=16，不足母=15；“不足子乘盈母，盈子乘不足母，并以为实”：15x16+16x15 作分子（实）。
答案：√240（一亩=240 平方步）= (15x16+16x15)/(16+15)= 15 (15/31)。

## 意义
- 在《算数书》发现之前，《九章算术》被认为是中国最古老的数学书。《算数书》的发现，改写了中国古代数学史[4]，将中国古代数学的历史推前了三百年。
- 将《算数书》和《九章算术》共同研究，比较其异同，成为中国古代数学史研究中一个热门课题。有些学者认为，《算数书》和《九章算术》有许多相同的风格、度量衡、算题和方法，《算数书》很可能是张苍编写《九章算术》时的母本之一[5]。
- 吴文俊将中国《算数书》[6] 与古埃及纸草书[7] 、巴比伦数学泥版[8] 、古希腊数学文献[9] 、古印度《圣坛建筑法典》[10] 并列为世界五大古文明的数学经典。

## 翻译本
英国李约瑟研究所所长古克礼在2004年将《算数书》全文翻译成英文，由李约瑟研究所出版。
- Cullen, C., 2004. The Suàn shù shū , “Writings on Reckoning”: A Translation of a Chinese Mathematical Collection of the Second Century B.C., with Explanatory Commentary. Needham Research Institute Working Papers 1, Needham Research Institute ISBN 0-9546771-0-2.

## 外部連結
- 洪萬生：〈從程序性知識看《算數書》 （页面存档备份，存于）〉。
- 洪萬生：〈「算數書」初探 （页面存档备份，存于）〉。